# Harald Herlofson

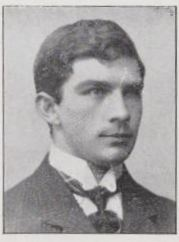
Harald Herlofsen

Harald Herlofson (* 18. Februar 1887 in Arendal; † 17. November 1957 in Oslo) war ein norwegischer Ruderer.
Er nahm 1912 für sein Heimatland im Achter an den Olympischen Spielen teil. Seine Mannschaft mit den weiteren Ruderern Einar Sommerfeldt, Thomas Høie, Olaf Solberg, Gustav Hæhre, Hannibal Fegth, Gunnar Grantz, Otto Krogh und John Bjørnstad startete für den Christiania Roklub aus Oslo. In der ersten Runde der olympischen Ruderregatta unterlag sie allerdings dem späteren Silbermedaillengewinner vom New College aus Oxford, Großbritannien. Die Regatta wurde im K.-o.-System auf der Bucht Djurgårdsbrunnsviken bei Stockholm ausgetragen.
Sein Bruder war der Fußballer Charles Herlofson.